# 罗马音乐学院
罗马“圣切契利亚”音乐学院（或称罗马音乐学院，罗马国立音乐学院），建立于1585年，是延续至今最古老的音乐机构之一。按照1999年的AFAM法开展学士和硕士级别的高等音乐教育。

## 历史
圣切契利亚学会（Accademia di Santa Cecilia）由教宗西斯笃五世于1585年发布的诏书Ratione Congruit创立，该诏书援引了两位著名和音乐有关的圣人：音乐的守护圣人切契利亚（Saint Cecilia）和教宗格里高利一世（Gregory the Great，格里高利圣咏就是以他命名的）学会至今仍然存在。自2005年以来，它的总部一直设在伦佐·皮亚诺设计的音乐公园内。而高等音乐学院则在1911年由学会下属的音乐高中改立，目前位于西班牙广场附近的校址由国防部2012年转让给音乐学院。

## 科系
竖琴、声乐、爵士声乐、吉他、爵士吉他、单簧管、爵士单簧管、低音提琴、爵士低音提琴、合唱、乐团指挥、长笛、手风琴、管风琴、室内乐、钢琴、古钢琴、爵士钢琴、艺术指导、萨克斯、爵士萨克斯、打击乐、小号、爵士小号、圆号、低音号、小提琴、中提琴、大提琴等。

## 延伸阅读
- 圣切契利亚音乐学院管弦乐团
- 米兰音乐学院
- 那不勒斯音乐学院